# Orison
Orison (Orison) est le 7e épisode de la saison 7 de la série télévisée X-Files. Dans cet épisode, Donnie Pfaster, qui avait essayé de tuer Dana Scully dans l'épisode Le Fétichiste (saison 2), s'évade de prison avec l'aide d'un étrange révérend.
Cet épisode, dont la première version du scénario était très différente, a obtenu des critiques plutôt favorables.

## Résumé
Le révérend Orison rend visite à des détenus de la prison de Saint Paul, où est incarcéré Donnie Pfaster. Après son départ, un prisonnier se fait couper les doigts dans un atelier, et Pfaster profite de l’attroupement général pour s'évader. Fox Mulder et Dana Scully enquêtent sur le cas avec l'U.S. Marshal Daddo. Il s'avère que le prisonnier qui était censé s'être fait couper les doigts est en fait indemne, et qu'il a été victime d'une suggestion hypnotique. Mulder fait le lien entre les visites du révérend Orison et les évasions récentes de trois autres prisonniers.
Orison retrouve Pfaster dans un diner, et le marshal Daddo intervient pour les appréhender mais Orison utilise à nouveau l'hypnose pour leur permettre de s'échapper. Cependant, Pfaster renverse le révérend avec sa propre voiture et s'enfuit seul. De son côté, Scully entend la chanson Don't Look Any Further partout où elle va et se persuade que c'est un signe. Interrogé par Mulder et Scully sur son lit d'hôpital, Orison prétend avoir obéi à la volonté de Dieu. Pfaster reprend quant à lui ses activités criminelles en cherchant à assassiner une jeune femme. Orison quitte l'hôpital après avoir hypnotisé le marshal chargé de le surveiller. Il retrouve à nouveau Pfaster et l'emmène en forêt sous la menace d'une arme. Il s'avère que le révérend tue les prisonniers condamnés à perpétuité qu'il a fait évader. Cependant, Pfaster prend une apparence démoniaque et tue Orison.
Pfaster s'introduit ensuite chez Scully et s'en prend à elle à son retour. Après une féroce bagarre, il finit par prendre le dessus et l'enferme dans un placard. Pendant ce temps, Mulder entend la même chanson que Scully et lui téléphone. Devant l'absence de réponse, il se rend chez elle, y surprend Pfaster et l'arrête. Mais Scully, qui s'est entretemps libérée, abat de sang-froid le meurtrier désarmé. Elle confie ensuite à son partenaire qu'une force inconnue s'est servie d'elle pour qu'elle tue Pfaster.

## Distribution
- David Duchovny : Fox Mulder
- Gillian Anderson : Dana Scully
- Scott Wilson : le révérend Orison
- Nick Chinlund : Donnie Pfaster
- Steve Rankin : l'U.S. Marshal Joseph Daddo
- Emilio Rivera : Brigham
- Lisa Kushell : la call girl

## Production

### Préproduction
Le scénario de l'épisode est le premier, et unique, de la série, à être écrit par Chip Johannessen, qui a auparavant officié comme show runner sur la 3e saison de Millennium. Dans la première version du script, l'antagoniste de l'épisode était un prisonnier ayant le pouvoir d'arrêter le temps. Chris Carter, Frank Spotnitz et John Shiban trouvent que cette idée est prometteuse, Carter appréciant par ailleurs les similarités stylistiques avec l'épisode Le Message. Après avoir lu cette première version, Carter et Spotnitz décident d'introduire dans le scénario le personnage de Donnie Pfaster, qui s'en était pris à Scully dans l'épisode Le Fétichiste. Les scénaristes font alors évoluer le script dans une nouvelle direction.
Alors que Pfaster était un criminel de nature ordinaire dans Le Fétichiste, les scénaristes décident d'en faire un être de nature démoniaque dans cet épisode. La fin de l'épisode, qui voit Scully tuer Pfaster de sang-froid, est particulièrement difficile à écrire, car le dialogue final entre Mulder et Scully doit fournir une explication satisfaisante au comportement de Scully.

### Tournage
La scène où Donnie Pfaster s'évade de prison, et bouge à vitesse normale alors que tout le monde agit au ralenti, est complexe à mettre en scène. Rob Bowman utilise plusieurs plans tournés à des vitesses différentes pour obtenir l'effet voulu. La scène du combat entre Scully et Pfaster nécessite quant à elle un jour et demi de tournage. Les extérieurs de l'épisode sont filmés principalement à Downey.
La chanson que Scully entend plusieurs fois dans l'épisode est Don't Look Any Further (1984), de Dennis Edwards. Les producteurs écoutent les différentes reprises de cette chanson mais aucune ne leur paraît fonctionner pour l'épisode. Le producteur Paul Rabwin demande alors à Lyle Lovett d'enregistrer une nouvelle version du morceau mais Lovett n'est pas disponible. C'est donc finalement John Hiatt qui enregistre cette reprise.

## Accueil

### Audiences
Lors de sa première diffusion aux États-Unis, l'épisode réalise un score de 9,4 sur l'échelle de Nielsen, avec 14 % de parts de marché, et est regardé par 15,63 millions de téléspectateurs. La promotion télévisée de l'épisode est réalisée avec le slogan « Five years ago, a demonic madman tried to murder Scully. Tonight he strikes again » (en français « Il y a cinq ans, un fou démoniaque essayait d'assassiner Scully. Ce soir, il frappe à nouveau »).

### Accueil critique
L'épisode reçoit un accueil plutôt favorable de la critique. Parmi les critiques positives, Kenneth Silber, du site space.com, estime que l'épisode surpasse Le Fétichiste et « associe un rythme trépidant à une ambiance somptueusement sombre ». Rich Rosell, du site Digitally Obsessed, lui donne la note de 4,5/5. Dans son livre, Tom Kessenich évoque l'un des épisodes « les plus exaltants » de la saison. Zack Handlen, du site The A.V. Club, lui donne la note de B. Le site Le Monde des Avengers lui donne la note de 3/4.
Du côté des critiques négatives, Paula Vitaris, de Cinefantastique, lui donne la note de 1/4, évoquant une pale copie du Fétichiste dont le final est ridicule tant le comportement de Scully est peu crédible. Dans leur livre sur la série, Robert Shearman et Lars Pearson lui donnent la note de 1/5.